# Instituto Superior de Ciências da Educação da Huíla
O Instituto Superior de Ciências da Educação da Huíla (ISCED-Huíla) é uma instituição de ensino superior pública angolana, sediada na cidade do Lubango.
A instituição surgiu ligada à Universidade Agostinho Neto, passando à autonomia plena em meio as reformas no ensino superior angolano ocorridas nos anos de 2008 e 2009. Entre os ISCED's angolanos, é a mais antiga instituição do tipo.
Tem a sua área de atuação restrita á província da Huíla.

## Histórico
O ISCED-Huíla descende do polo de licenciaturas da Universidade Agostinho Neto (UAN) no Lubango, criado pelo decreto nº 95/80, do Conselho de Ministros, em 30 de agosto de 1980, sendo a mais antiga experiência do tipo. O polo era um dos vários Institutos Superiores de Ciências da Educação (ISCED's) da UAN espalhados por Angola, porém com a característica especial de estar adstrito ao "Centro Universitário do Lubango" (CULub).
Em 2008 o ISCED-Lubango é afetado com a reforma do ensino superior promovida pelo governo de Angola. A reforma propunha a descentralização dos polos da UAN, de maneira que pudessem constituir novos institutos de ensino superior autónomos. De tal proposta o Instituto Superior de Ciências da Educação da Huíla passa à plena autonomia, efetivada pelo decreto-lei n.° 7/09, de 12 de maio de 2009, aprovado pelo Conselho de Ministros. O CULub, por sua vez, tornou-se a Universidade Mandume ya Ndemufayo (UMN).

## Estrutura
Com um câmpus no Lubango, o ISCED possui uma estrutura razoável para ensino, pesquisa e extensão. No aspeto da pesquisa e investigação, o ISCED-Huíla possui o Centro de Investigação e Desenvolvimento da Educação (CIDE).
O instituto mantém também uma plataforma de ensino a distância (EaD), e um zoológico, para a realização de investigações, que é considerado o segundo melhor em estrutura do continente africano.

## Oferta formativa
O ISCED-Huíla tinha, em 2018, as seguintes ofertas formativas a nível de licenciatura e pós-graduação:

### Licenciaturas
As licenciaturas ofertadas são:
- Biologia;
- Educação física e desportos;
- Filosofia;
- Física;
- Geografia;
- História;
- Informática educativa;
- Francês;
- Inglês;
- Matemática;
- Pedagogia;
- Psicologia;
- Química.

### Pós-graduação
A nível de mestrado a oferta é a seguinte:
- Desenvolvimento curricular;
- Ensino das ciências: Matemática;
- Ensino das ciências: Física;
- Ensino das ciências: Biologia;
- Ensino das ciências: Química;
- Ensino da história de África;
- Ensino da língua portuguesa;
- Ecologia e gestão de recursos naturais.